# Salahuddin Quader Chowdhury
Salahuddin Quader Chowdhury (bengalisch সালাউদ্দিন কাদের চৌধুরী Sālāuddin Kāder Caudhurī; * 13. März 1949 in Gahira, Chittagong; † 22. November 2015 in Dhaka) war ein bangladeschischer Politiker (BNP).

## Leben
Chowdhury war der Sohn von Fazlul Qadir Chaudhry, der ein prominenter Politiker Ostpakistans vor 1971, zeitweilig der Sprecher der Nationalversammlung Pakistans und in dieser Funktion mehrfach Interims-Präsident von Pakistan war.
Salahuddin Quader Chowdhury war im unabhängigen Bangladesch für die Bangladesh Nationalist Party (BNP) langjähriger Abgeordneter in der Jatiyo Sangshad. Des Weiteren war er ein enger Vertrauter der heutigen Parteivorsitzenden Khaleda Zia.
Nachdem die BNP nach verlorenen Parlamentswahlen in die Opposition musste und die neue Regierung 2010 ein Tribunal zur Aufarbeitung von Kriegsverbrechen während des Unabhängigkeitskrieges von 1971 eingesetzt hatte, wurden Chowdhury und andere führende Oppositionspolitiker vor Gericht gestellt. 2013 wurde er wegen Völkermords, Folter und Vergewaltigung zum Tode verurteilt. Nachdem Präsident Abdul Hamid am 21. November 2015 sein Gnadengesuch abgelehnt hatte, wurde Chowdhury um 00:55 Uhr des 22. November 2015 zusammen mit dem früheren Minister Ali Ahsan Mohammad Mojaheed im Zentralgefängnis der Hauptstadt Dhaka gehängt. Westliche Beobachter des Gerichtsverfahrens kritisierten scharf, dass elementare rechtsstaatliche Grundsätze nicht eingehalten worden seien. Stephen Rapp, der Beauftragte für Kriegsverbrechensfragen im Außenministerium der Vereinigten Staaten, nannte es „verstörend“ („disturbing“), dass es Chowdhury nicht erlaubt worden war, Entlastungszeugen – darunter einen ehemaligen US-Botschafter – hinzuzuziehen, die bezeugen sollten, dass er zum Zeitpunkt zumindest einiger der fraglichen Kriegsverbrechen gar nicht in Bangladesch gewesen war.
Während Anhänger der Regierung die Hinrichtungen mit Straßenfesten feierten, ordnete die Regierung verschärfte Sicherheitsmaßnahmen an, da es bereits 2013 nach der Urteilsverkündung zu den bis dahin schwersten Unruhen seit der Unabhängigkeit des Landes gekommen war, in deren Folge rund 500 Menschen starben. Die Opposition, die die Prozesse für politisch motiviert hielt, rief zu einem Generalstreik auf. Human Rights Watch bezeichnete die Prozesse als unfair und nicht rechtsstaatlichen Standards entsprechend.

## Zeitweiliges Verschwinden des Sohns
Am 3. August 2016 verschwand Chowdhurys Sohn Hummam Quader Chowdhury in Dhaka. Freunde berichteten, er sei von drei unbekannten Personen in einem Auto mitgenommen worden. Familienangehörige äußerten die Vermutung, dass er vom Detective Branch, einer Spezialeinheit der bangladeschischen Polizei, entführt worden sei. Über Monate hinweg blieb das Schicksal Hummam Quader Chowdhurys der Öffentlichkeit unbekannt. Am 2. März 2017 tauchte er wieder in Dhaka auf. Angeblich fehlte ihm jede Erinnerung an die Umstände seiner Entführung und die folgende Zeit. Amnesty International nannte den Fall beispielhaft für das Verschwindenlassen politisch missliebiger Personen in Bangladesch und forderte die Regierung Bangladeschs auf, die Umstände aufzuklären.